# Diacyclops danielopoli
Diacyclops danielopoli is een eenoogkreeftjessoort uit de familie van de Cyclopidae. De wetenschappelijke naam van de soort is voor het eerst geldig gepubliceerd in 1999 door Pospisil & Stoch.